# Rapsodia en agosto
Rapsodia en agosto (八月の狂詩曲 Hachi-gatsu no kyōshikyoku?) es una película japonesa dirigida por Akira Kurosawa en 1991. Considerado un alegato antibelicista aborda en su trama los efectos del bombardeo atómico sobre Hiroshima y Nagasaki a través de los ojos de una anciana hibakusha y su familia. Destaca por ser la primera ocasión en que un actor extranjero, Richard Gere, participó en una película de realizador nipón.
Entre otros reconocimientos la película obtuvo cuatro premios de la Academia de Cine japonés o la nominación a mejor película del año para la revista Cahiers du Cinéma.

## Sinopsis
Rapsodia en Agosto es la historia de tres generaciones y sus respuestas al bombardeo atómico de Japón. Kane es una anciana cuyo marido fue asesinado en el bombardeo de Nagasaki. Luego, vienen sus dos hijos y sus cónyuges, todos los cuales se criaron en el Japón de posguerra, así como su primo Nisei Clark (Richard Gere), que creció en Estados Unidos. Por último, Kane tiene cuatro nietos, quienes nacieron bastante tiempo después.
Los nietos de Kane vienen a visitarla en su casa rural en Kyushu durante el verano mientras sus padres visitan a un hombre tal vez sea el hermano de Kane en Hawái. Mientras que en Nagasaki los niños visitan el lugar donde su abuelo fue asesinado en 1945 y toman conciencia de los bombardeos atómicos por primera vez en sus vidas. Poco a poco llegan a tener más respeto por su abuela.
En el ínterin reciben un telegrama de sus primos de EEUU que ofrecen a los padres un trabajo de gestión de sus campos de piña en Hawái. Cuando los asuntos son complicados, en su respuesta, los nietos mencionan el ataque, lo que enfurece a sus padres. Para suavizar las cosas, uno de los japoneses-estadounidenses (Clark) viaja a Japón para estar con Kane por el aniversario.

## Reparto
- Sachiko Murase - Kane
- Hisashi Igawa - Tadao
- Narumi Kayashima - Machino
- Tomoko Ôtakara - Tami
- Mitsunori Isaki - Shinjiro
- Toshie Negishi - Yoshie
- Hidetaka Yoshioka - Tateo
- Chôichirô Kawarasaki - Noboru
- Mieko Suzuki - Minako
- Richard Gere - Clark

## Producción
Rapsodia en Agosto fue la primera película del realizador en veinte años, tras Dersu Uzala (1975), Kagemusha (1980), Ran (1985) y Yume (1990), en la que contó con financiación totalmente japonesa. Tras la mala recepción comercial de Dodes'ka-den (1970), que motivó un intento de suicidio por parte de Kurosawa, el realizador volvería a contar con capital nacional para financiar un proyecto.

"El público japonés no acepta el tipo de películas que yo hago porque no está capacitado. Siento decirlo, pero la calidad ha desaparecido en el cine de mi país y la industria cinematográfica no está muy interesada en que vuelva."
Akira Kurosawa (Diario El País, 1991) 

El guion fue escrito en aproximadamente diez días y está basada en la novela breve, Nabe no naka, de la escritora Kiyoko Murata. El realizador leyó la novela durante el proceso de filmación de su anterior película.

"No es la primera vez qué hago una denuncia de esta clase. En 1955 lo hice con Ikimono no kiroku que no tuvo ningún éxito".
Akira Kurosawa (1991) 

## Recepción
La película cosechó polémica durante su estreno en Tokio por el enfoque. La crítica de la prensa extranjera en una controvertida rueda de prensa, en la que acusaban al realizador de no tener suficientemente en cuenta el comportamiento de las tropas japonesas durante la contienda, motivó la defensa del realizador.

"No es una película basada fundamentalmente en la guerra, sino que se trata de la historia de una familia durante un mes de verano. De la relación de una anciana, cuyo marido murió por los efectos de la bomba, con sus cuatro nietos y un sobrino, de nacionalidad norteamericana, hijo de un hermano suyo que se fue a vivir a Hawai.(...) Mi creencia es que la guerra (Segunda Guerra Mundial) no fue entre los dos pueblos, sino entre los gobernantes de Estados Unidos y Japón. Por esa razón, el sobrino hawaiano se entiende con su tía y le pide perdón, pero es un perdón humano, no político".
Akira Kurosawa (1991) 

En la misma rueda de prensa Hisao Kurosawa, productor asociado, mostró su irritación por la crítica vertida por los periodistas.

"Mi padre no ha querido hacer una película política ni decir que unos fueron buenos y otros malos. La guerra como tal es siempre horrible. Eso es todo."
Hisao Kurosawa (1991) 

Rapsodia en Agosto obtiene una valoración positiva en los portales de información cinematográfica. En IMDb con 5.855 votos obtiene una puntuación de 7,2 sobre 10.

"Un trabajo hermoso y conmovedor que trata un tema tabú que rara vez se trata en la pantalla. El enfoque es muy diferente al de Alain Resnais en Hiroshima mon amour y la razón principal es que el director es japonés.(...) Kurosawa nos permite entrar en la tragedia a través de los ojos de los niños y sus palabras sencillas e ingenuas. Estos niños, que visitan el monumento, solo saben lo que dicen los libros de historia: casi nada."
Crítica de dbdumonteil en IMDB 

En FilmAffinity obtiene una puntuación de 7,1 sobre 10 con 1.385 valoraciones.

"Kurosawa pone en boca de estos niños sus propios pensamientos, el desconocimiento y desinterés de la sociedad japonesa por su propio pedazo de horror y las consecuencias de la guerra, quizás porque todavía tienen miedo a los Estados Unidos. No es un tema en el que Kurosawa haya incidido mucho a lo largo de su filmografía. El Holocausto nuclear de Hiroshima y Nagasaki sólo es tratado directamente en Crónica de un ser vivo de 1955 y en su penúltima obra Rapsodia de agosto de 1991, y en las dos se refleja cierta despreocupación de la sociedad japonesa y los trastornos que pueden ocasionar a los supervivientes de aquellos fatídicos días."
Crítica de Sersolo en FilmAffinity 

En Rotten Tomatoes con 15 críticas obtiene una calificación positiva de 60 sobre 100 y de 74 sobre 100 para la audiencia con 5.138 valoraciones.